# San Martín de Porres (Burgos)
San Martín de Porres es una localidad situada en la provincia de Burgos, comunidad autónoma de Castilla y León (España), comarca de Las Merindades, partido judicial de Villarcayo, municipio de Merindad de Valdeporres.

## Geografía
En el valle de Valdeporres, a orillas del río Engaña; a 21 km de Villarcayo, cabeza de partido, y a 96 de Burgos. Estación de ferrocarril a 1 km en Pedrosa de Valdeporres (línea Bilbao-La Robla).

## Situación administrativa
Pedanía de Merindad de Valdeporres, con Bernabé Miras López como alcalde pedáneo.

## Demografía
En el censo de 1950 contaba con 95 habitantes, reducidos a 13 en 2019.
Evolución de la población
| Gráfica de evolución demográfica de San Martín de Porres entre 2000 y 2019 |
|                                                                            |
| Población de derecho (2000-2019) según el padrón municipal del INE         |

## Parroquia
Iglesia de San Martín Obispo, dependiente de la parroquia de Pedrosa de Valdeporres en el arcipestrazgo de Merindades de Castilla la Vieja, diócesis de Burgos.
Ermita de la Virgen de las Riberas, patrona de la Merindad de Valdeporres.

## Historia
Así se describe a San Martín de Porres en el tomo XI del Diccionario geográfico-estadístico-histórico de España y sus posesiones de Ultramar, obra impulsada por Pascual Madoz a mediados del siglo XIX:

Lugar en la provincia, diócesis, audiencia territorial y capitanía general de Burgos (15 leguas), partido judicial de Villarcayo (3), y ayuntamiento de la merindad de Valdeporres (1/2 cuarto); Situado en un valle a la derecha y próximo al río llamado la Engaña, su clima es frío; reinan los vientos N y O, y las enfermedades más comunes son las fiebres catarrales y alguna que otra pulmonía. Tiene 15 casas, 1 iglesia parroquial (San Martín), servida por un cura párroco y un sacristán; un cementerio próximo a la misma, y una ermita en el término. Este confina con los de Rozas y Pedrosa. El terreno es arenoso, secano y de mediana calidad, atravesando por la jurisdicción el mencionado río, que corre de No a E, el cual varía de nombre en Santelices, y sobre él existen 2 puentes de madera. En dicho término se encuentran varios prados naturales, canteras de buena piedra, y al O del pueblo un pequeño monte denominado la Dehesa, que cría robles, avellanos, espinos y otros arbustos. Caminos: los que dirigen a Rozas, Pedrosa y Dosante, todos en mediano estado. Correos: la correspondencia se recibe de la capital del partido por valijero. Producciones: trigo, centeno, maíz, legumbres, patatas y hortalizas, de todo en corta cantidad; cría ganado lanar, vacuno, cabrío y algún yeguar; caza de liebres, perdices y codornices, y pesca de truchas y anguilas. Industria: la agrícola. Población: 19 vecinos, 71 almas. Capital productivo: 80.800 reales. Imponible: 7.630.
Diccionario geográfico-estadístico-histórico de España y sus posesiones de Ultramar